# Chiara Ferragni
Chiara Ferragni, née le 7 mai 1987 à Crémone en Italie, est une bloggeuse, mannequin et personnalité du monde des affaires italienne.

## Biographie

### Jeunesse
Son père, Marco Ferragni, est dentiste à Crémone et sa mère, Marina Di Guardo, est une écrivaine italienne originaire de Sicile qui a également travaillé comme directrice adjointe de la maison de couture Blumarine,,. Elle a deux sœurs, Francesca et Valentina Ferragni.

### Carrière
Enfant, elle tourne une publicité pour la marque Blumarine. À l'âge de 16 ans, elle est recrutée par l'agence de mannequins Beatrice à Milan, en Italie,. Elle lance son blog de mode « The Blonde Salad » en octobre 2009 avec son ex-petit ami, Riccardo Pozzoli,. En décembre 2011, elle est présentée comme la blogueuse du moment dans le magazine Teen Vogue, alors qu'elle est étudiante en droit à l'université Bocconi, une formation qu'elle ne termine pas.
Elle pose pour Guess en novembre 2013 dans le cadre d'une campagne publicitaire. Elle a également collaboré avec Steve Madden pour concevoir une collection de neuf chaussures pour le printemps 2014. Ses activités commerciales lui rapportent alors environ 8 millions de dollars (principalement grâce à la marque Chiara Ferragni Collection).
En 2015, son blog et sa ligne de chaussures, Chiara Ferragni Collection, font l'objet d'une étude de cas à la Harvard Business School. Ferragni est choisie pour faire la couverture du magazine Vogue Espagne en avril 2015, devenant ainsi la première blogueuse de mode à figurer sur une couverture d'un Vogue. Elle apparaît dans le magazine Lucky. Pantene annonce en janvier 2016 le mannequin en tant que nouvelle ambassadrice mondiale. La société Mattel crée une version Barbie de Chiara Ferragni, l'une portant un T-shirt blanc, une veste en cuir noir, un jean et des chaussures de la collection de Ferragni, l'autre portant un look entièrement Chanel.
Chiara Ferragni est choisie pour concevoir les costumes de la quatrième édition de Intimissimi on ice en 2016. Un an plus tard, elle est nommée « l'influenceuse de mode la plus importante au monde » par le magazine Forbes. En 2019, elle dévoile le documentaire Chiara Ferragni - Unposted, réalisé par Elisa Amoruso, centré sur le rôle des réseaux sociaux et l'influence.
En 2020, elle est invitée sur le single Non mi basta più (it) de la rappeuse Baby K,. Lors de la pandémie de Covid-19, elle lance avec son mari une collecte de fonds au profit de l'hôpital San Raffaele,. Diego Della Valle annonce que Chiara Ferragni rejoindra le conseil d'administration de l'entreprise Tod's en avril 2021,, qu'elle quitte en 2022,,. Plus tard dans la même année, elle collabore avec la marque de café Nespresso en sortant une collection en son nom,.

#### Télévision
Elle participe à l'émission Projet haute couture en tant que juge invitée lors de la saison 13 en août 2014. Elle apparaît en tant que juge lors de la saison 1 de l'émission de téléréalité Making the Cut, présentée par le mannequin allemand Heidi Klum et l'animateur de télévision américain Tim Gunn en 2020. La série télévisée The Ferragnez, qui raconte l'histoire de la famille, est diffusée sur Prime Video depuis 2021. En 2022, Amadeus annonce que Chiara Ferragni coanime la première et la dernière soirée du Festival de Sanremo 2023,.

### Vie privée
Elle est restée fiancée pendant cinq ans à l'homme d'affaires Riccardo Pozzoli. 
En octobre 2016, elle officialise sa relation avec le rappeur italien Fedez, ce dernier lui demande sa main lors d'un de ses concerts à Vérone à l'occasion du 30e anniversaire de l'influenceuse. 
Le couple se marie en septembre 2018 en Sicile. Sa robe de mariée est conçue par Maria Grazia Chiuri de la maison Dior. 
Deux enfants sont nés de cette union : un garçon prénommé Leone en 2018 et une fille prénommée Vittoria en 2021,. 
Début 2024, le couple se sépare.

## Controverse
En octobre 2018, la fête d'anniversaire de son mari Fedez, organisée dans un supermarché de Milan, suscite une controverse sur les réseaux sociaux et dans les médias en raison des différentes stories postées sur Instagram montrant les invités et le couple en train de jouer avec de la nourriture. La controverse s'est poursuivie après la publication d'une vidéo montrant Ferragni, Fedez et la mère de ce dernier décidant des moyens de défense à adopter face aux critiques qu'ils reçoivent pour avoir gaspillé de la nourriture, lors de la fête susmentionnée au supermarché de Milan. Fedez est en effet filmé en train de dire : « On dit qu'on le donne à la charité ? », en faisant référence à la nourriture gaspillée.

## Procédure judiciaire
En décembre 2023, l'Autorité italienne de la concurrence (italien: Autorità Garante della Concorrenza e del Mercato) annonce que Ferragni et les sociétés qu'elle contrôle doivent payer une amende de 1,075 million d'euros à la suite d'une enquête sur des pratiques commerciales déloyales et trompeuses. L'enquête et les sanctions qui en découlent sont le résultat d'un partenariat entre Ferragni et l'entreprise alimentaire italienne Balocco en 2022 pour commercialiser un pandoro à l'éffigie de la marque de Ferragni. L'autorité de contrôle estime qu'en achetant ce produit, les clients sont induits en erreur et pensent qu'en achetant le produit, ils contribuent à des dons de charité destinés à financer des recherches à l'hôpital Regina Margherita de Turin, comme le suggère la différence de prix de plus de neuf euros pour un pandoro, alors qu'un même gâteau de la marque coûte habituellement moins de quatre euros. L'autorité de régulation indique qu'aucune partie du prix de vente au détail payé ou des recettes générées par les ventes ne sont reversées comme initialement prévu, tandis que la marque italienne a fait un don unique de 50 000 euros à l'hôpital quelques mois avant de lancer le pandoro en collaboration avec le mannequin. Malgré le fait que Ferragni se soit engagée à faire un don unique à l'hôpital.